# Vorkasse
Vorkasse (auch Vorauskasse oder Vorauszahlung; englisch advance payment) ist eine Zahlungsbedingung, die vom Käufer zunächst die Zahlung des Kaufpreises verlangt, bevor der Verkäufer mit der vertraglichen Warenlieferung oder zugesicherten Dienstleistung beginnt.

## Allgemeines
Im Kaufrecht ist gemäß § 298 BGB für Kaufverträge eine „Zahlung Zug um Zug“ vorgesehenen (Synallagma). Das bedeutet, dass der Verkäufer dem Käufer das Kaufobjekt zu übergeben hat und der Käufer gleichzeitig als Gegenleistung den Kaufpreis zu zahlen hat. Die Zahlungsbedingungen können jedoch abweichend hiervon regeln, dass der Lieferant Vorkasse/Vorauszahlung, Anzahlung, Abschlagszahlung oder Zahlung bei Lieferung leistet oder dass er ein Zahlungsziel mit dem Käufer vereinbart. Hierbei handelt es sich um eine abgestufte Reihenfolge, bei der das Zahlungsrisiko der ausbleibenden Gegenleistung für den Lieferanten nicht vorhanden und für den Kunden am höchsten ist (Kundenkredit durch Vorauszahlung) oder für den Lieferanten am höchsten und für den Kunden nicht vorhanden ist (Lieferantenkredit durch Zahlungsziel. d. h. Bezahlung nach Erhalt der Ware gegen Rechnung).
Durch die Vorauszahlung wird die im Gesetz für Kaufverträge vorgesehene „Zahlung Zug um Zug“ einseitig zu Lasten des Käufers/Auftraggebers verschoben. Bei Dienstverträgen ist die Vergütung gemäß § 614 BGB nach der Leistung des Dienstes zu entrichten (der Arbeitnehmer ist also zur Vorleistung verpflichtet), bei Werkverträgen ist allgemein die Vergütung erst bei der Abnahme zu entrichten (§ 641 Abs. 1 BGB); der Unternehmer kann jedoch Abschlagszahlungen verlangen (§ 632a BGB). Bei diesen Vertragstypen ist eine Vorauszahlung durch den Käufer/Auftraggeber gesetzlich nicht vorgesehen oder bleibt eine Ausnahme.

## Kaufvertrag
Nach der Gesetzessystematik soll beim Kaufvertrag die Reihenfolge der vertragstypischen Pflichten eingehalten werden. In Deutschland soll nach § 433 Abs. 1 BGB zuerst der Verkäufer einer Sache dem Käufer die bewegliche Sache übergeben und das Eigentum hieran verschaffen. Gemäß § 433 Abs. 2 BGB hat sodann der Käufer dem Verkäufer sofort den vereinbarten Kaufpreis zu zahlen. Insofern sind die kaufvertraglichen Pflichten Zug um Zug zu erbringen. Der dargestellte Vorschlag des Gesetzgebers ist jedoch nicht bindend, denn das Kaufvertragsrecht ist abdingbares Recht. Sowohl Käufer als auch Verkäufer können nach § 320 BGB von ihrem Zurückbehaltungsrecht Gebrauch machen und die Leistung verweigern, bis der jeweils Andere seine Hauptleistungspflicht aus dem Kaufvertrag erfüllt hat. Dieser Grundsatz wird bei dem Prinzip der Vorkasse individualvertraglich durchbrochen. In diesem Fall ist der Käufer zur Vorleistung des Kaufpreises verpflichtet. Erst dann muss der Verkäufer das Eigentum an der Sache übertragen. Im Falle der Vorkasse hat der Käufer mithin nicht mehr die Möglichkeit, seine Zahlung bis zur Lieferung zurückzuhalten.

## Arten
Vorauszahlung wird allgemein insbesondere von Käufern verlangt, die als wenig zahlungskräftig oder als nicht zuverlässig gelten sowie die zum ersten Mal kaufen und deren Bonität somit noch nicht geklärt ist. Hiermit umgeht der Verkäufer sein vom Gesetz eigentlich vorgesehenes Vorleistungsrisiko. Die angebliche mangelnde Zahlungsfähigkeit des Käufers ist rechtlich unbeachtlich, denn es gilt „Geld hat man zu haben“ – eine dem deutschen Vertragsrecht innewohnende Garantie des Geldschuldners im Hinblick auf die eigene finanzielle Leistungsfähigkeit.

### Gesetzlich zulässige Vorkasse
Der Reiseveranstalter darf gemäß § 651t BGB Vorauszahlungen des Reisenden auf den Reisepreis vor Beendigung der Pauschalreise nur fordern oder annehmen, wenn ein wirksamer Reisesicherungsschein besteht (oder in den Fällen des § 651s BGB der Reiseveranstalter Sicherheit leistet) und dem Reisenden Name und Kontaktdaten des Kundengeldabsicherers (oder in den Fällen des § 651s BGB Name und Kontaktdaten der Einrichtung, die den Insolvenzschutz bietet) sowie gegebenenfalls der Name und die Kontaktdaten der von dem betreffenden Staat benannten zuständigen Behörde zur Verfügung gestellt wurden. Anzahlungen von 20 % des Reisepreises sind im Reiserecht zulässig. Die Leibrente ist im Voraus zu entrichten (§ 760 Abs. 1 BGB). Gemäß § 9 Rechtsanwaltsvergütungsgesetz (RVG) kann der Rechtsanwalt von seinem Auftraggeber für die entstandenen und die voraussichtlich entstehenden Gebühren und Auslagen einen angemessenen Vorschuss fordern. Das bedeutet, dass die Rechtsanwaltsvergütung nicht erst zum Prozessende, sondern bereits bei Teilleistungen in Höhe der entstandenen Auslagen fällig werden kann. Ansonsten wird die Vergütung fällig, wenn der Auftrag erledigt oder die Angelegenheit beendet ist (§ 8 Abs. 1 RVG). Notargebühren werden mit der Beendigung des Verfahrens oder des Geschäfts, Auslagen des Notars und die Gebühren sofort nach ihrer Entstehung fällig (§ 10 GNotKG). Eine Vorkasse bei Arztbehandlung wird dagegen nicht statthaft sein, weil nach § 12 Abs. 1 GOÄ die Vergütung fällig wird, wenn dem Patienten eine entsprechende Rechnung erteilt worden ist. Vorauszahlungen im Sinne des § 16 Abs. 2 Nr. 1 VOB/B setzen im Unterschied zu Abschlagszahlungen oder Schlusszahlungen keine vom Auftragnehmer bereits erbrachte Bauleistung voraus.

### Vertragliche Vorkasse
In Onlineshops oder Internetauktionen wird – insbesondere bei Neukunden – oft Vorauszahlung verlangt, um zum Beispiel beim Versand von Paketen die Nachnahmegebühren bzw. das Kreditkartenentgelt zu sparen. Hier überweist der Käufer dem Anbieter den Kaufpreis vorab. Erst nach Eingang der Zahlung versendet der Anbieter die Ware. Nachnahme an sich ist formal keine Vorauszahlung, weil es im Sinne der Postbestimmungen zur gleichzeitigen Übergabe von Geld und Ware kommt. Eine besondere technische Form der Vorauszahlung ist der in Privathaushalten verwendete Vorkassezähler für den Strombezug. Der Kunde erwirbt ein Guthaben und leistet damit voraus. Mit dem Verbrauch des Guthabens endet der Leistungsbezug automatisch. Auch Prepaid-Verträge (deutsch „vorausbezahlt“; wie Prepaid-Kreditkarten oder Prepaid-Discounter) verlangen vom Kunden die Übernahme des Vorleistungsrisikos. Fakeshops sind ausschließlich auf Vorkasse ausgerichtet, denn sie beabsichtigen nicht zu liefern und sind damit von vorneherein auf Internetbetrug ausgerichtet.

### Vorkasse im Außenhandel
Im Außenhandel kommt die Vorauszahlung häufig vor. Es handelt sich hierbei um die Verpflichtung des Käufers (Importeurs), zu einem im Kaufvertrag vereinbarten Zeitpunkt vor der Lieferung der Ware den Kaufpreis ganz (Vorauszahlung) oder teilweise (Anzahlung) an den Verkäufer (Exporteur) zu zahlen. Grund für die Zahlungsbedingung im Außenhandel kann sein, dass der Exporteur den Kaufpreis für die Finanzierung der Herstellung der Ware benötigt. Hier liegen die Risiken beim Importeur, der keine Sicherheit dafür hat, die Ware auch tatsächlich in der vereinbarten Qualität, Quantität und zum verabredeten Termin zu erhalten. Damit der Importeur abgesichert ist, dass eine Vorauszahlung nicht vertragswidrig benutzt wird, wird vielfach die Stellung einer Anzahlungsgarantie durch eine Bank verlangt.
Während Anzahlungen nur einen Teil des Kaufpreises abdecken, erstrecken sich Vorauszahlungen auf den gesamten Kaufpreis.

### Flugtickets auf Vorkasse
Nach der Rechtsprechung des BGH darf der Veranstalter von Pauschalreisen eine Anzahlung von 20 Prozent und eine Restpreisfälligkeit von vier Wochen vor Reisebeginn vereinbaren. Nur in begründeten Ausnahmefällen darf die Anzahlung höher als 20 Prozent sein, nämlich dann, wenn der Veranstalter höhere Vorleistungskosten nachweist. Damit erfolgt eine ungleiche Behandlung von Linienflügen, für die dieses Urteil nicht gilt.
Wegen zunehmend unzuverlässigerer Rückerstattung von Vorleistungen für annullierte oder verspätete Flüge durch Fluggesellschaften gibt es seit August 2022 politische Forderungen, diese dazu zu verpflichten, keine Flugtickets mehr gegen Vorkasse zu verkaufen. Der Spiegel-Journalist Martin U. Müller kritisierte das Vorhaben, denn es führe zu generell höheren Ticketpreisen, jedoch günstigeren Tarifen für jene Passagiere, die trotzdem ihr Ticket vorab bezahlten. Auch die Lufthansa wies die Forderungen zurück. Aufgrund der BGH-Rechtsprechung ist eine Vorkasse bei Linienflügen weiterhin statthaft, so dass sich das Vorleistungsrisiko auf diese beschränkt.

### Risiken
Vorteile ergeben sich bei der Vorkasse ausschließlich für den Verkäufer, der sichergehen kann, dass der Käufer zahlt, und erst danach die Ware versendet bzw. übergeben wird. Ein Risiko hierbei sind unzuverlässige Anbieter mit betrügerischen Absichten, die trotz Geldeingang keine Ware versenden (Vorauszahlungsbetrug). Das Risiko mindert sich, wenn der Anbieter schon längere Zeit im Markt tätig ist und keine Berichte wegen Betrugs über ihn zu finden sind. Um den Vertragsparteien das Lieferungs- oder Vorauszahlungsrisiko zu mindern, arbeiten viele Internetanbieter mit einem hauseigenen Punkte- oder Bewertungssystem, das die Zuverlässigkeit des jeweiligen Partners einstufen soll. Ersatzweise oder ergänzend können Online-Bewertungsportale hinzugezogen werden, die aber hinsichtlich ihrer Manipulationsanfälligkeit kritisch hinterfragt werden müssen. Trotz guter Bewertungen kann das vom Käufer zu tragende Insolvenzrisiko nicht ausgeschlossen werden.

## Folgen
Die Vorkasse stellt solange ein Kreditrisiko des Käufers dar, bis der Verkäufer die versprochene Ware mangelfrei geliefert oder die Dienstleistung erbracht hat; rechtlich handelt es sich um ein Erfüllungsrisiko des Käufers. Wird der Verkäufer nach Gutschrift der Vorkasse, aber noch vor Lieferung der Ware insolvent, ist die Vorauszahlung eine ungesicherte Forderung in der Insolvenzmasse des Lieferanten und deshalb mit einem Risiko des Forderungsverlusts behaftet. Dort, wo Vorauszahlungen branchenüblich sind (etwa bei Reiseveranstaltern gemäß § 651k BGB), wird die Vorauszahlung durch eine Bankbürgschaft oder Versicherung (Sicherungsschein) gesichert. Im Sektor Business-to-Business zwischen Unternehmen werden Vorauszahlungen deshalb durch Anzahlungsbürgschaften gesichert.
Auch die Zahlung mittels PayPal oder anderen Micropayment-Systemen sowie die Sofortüberweisung ist eine Vorkasse, weil PayPal die vom Käufer erhaltene Zahlung an den Verkäufer weiterleitet und diesen auffordert, nunmehr an den Käufer zu liefern. Das Erfüllungsrisiko des Käufers ist nur dann ohne Bedeutung, wenn es einen Käuferschutz (wie etwa bei eBay) gibt. Im Falle der Nichtlieferung erstattet eBay dem Käufer den Kaufpreis zurück.
In deutschen Online-Shops führte 2012 die Vorkasse als Zahlungsart mit 83 % aller Zahlungen, gefolgt von PayPal (60 %).

## Risiko des Käufers / Importeurs
Der vom Gesetz vorgesehene Regelfall bei den Zahlungsbedingungen wird bei Vereinbarung einer Vorkasse umgekehrt, wodurch nun der Käufer mit der Bezahlung in Vorleistung treten muss und somit das Risiko eingeht, die Ware – aus welchen Gründen auch immer – nicht zu erhalten. Es besteht das Risiko von Vorschussbetrug bzw. Vorauszahlungsbetrug. Jede Art der Vorauszahlung macht den Käufer zum Kreditgeber mit den typischen Kreditrisiken bis hin zur Insolvenz des Verkäufers, bevor dieser mit der Lieferung begonnen hat. Die Vorauskasse ist ein echter Kundenkredit, der signalisieren kann, dass dem Verkäufer Liquidität fehlt. Spektakulärere Fälle sind die Insolvenzen der Stromanbieter Teldafax (Juni 2011) und Flexstrom (Juni 2013), welche mit tarifgebundenen Vorauszahlungen von Kunden und Niedrigstpreisen auf dem Energiemarkt ein riskantes Geschäftsmodell praktizierten. Ein weiteres Risiko des Käufers besteht darin, dass der angebliche Verkäufer in betrügerischer Absicht von Beginn an nicht willens war, zu liefern. Hierbei ist der Tatbestand des Betrugs (§ 263 StGB) erfüllt. 